# Rudolf Vodrážka
Rudolf Vodrážka, né le 9 mars 1932 à Plzeň et mort le 21 février 2001 à Prague, est un acteur tchèque de théâtre et de cinéma.

## Biographie
Diplômé de la Faculté de théâtre de l'Académie des arts du spectacle de Prague en 1955, il joue durant ses études dans le Divadlo DISK (cs) puis travaille brièvement au Théâtre régional de Trutnov (1955-1956) et au Jihočeské divadlo (cs) à České Budějovice (1956-1959). Il s'installe ensuite à Prague en tant que membre du Divadlo Jiřího Wolkera (1959-1991). Après la transformation de cette scène en Théâtre de la Vieille Ville (1991-1996), il y travaille jusqu'à sa fermeture. 
Acteur essentiellement de théâtre, il apparaît dans quelques films, souvent dans des rôles secondaires. Son épouse est l'actrice Karolina Slunéčková. Leur fils est le monteur et réalisateur Rudolf Vodrážka Jr. (né en 1960). 
Il meurt le 21 février 2001 à Prague, peu avant son soixante-neuvième anniversaire. Il est enterré avec sa femme dans le village de Lnáře dans la région de Strakonice, où le couple avait une propriété.

## Filmographie
- 1954 : V podzemí : un ouvrier
- 1961 : Muž z prvního století : un homme en combinaison
- 1964 : Čintamani a podvodník : un serveur
- 1972 : Pan Tau a cesta kolem světa
- 1978 : Kulový Blesk : Kadlec
- 1981 : Zralé víno (cs) : le docteur
- 1982 : Zelená vlna : le mari de Jiřiny Strakové
- 1984 : Rumburak un piéton
- 1985 : Fešák Hubert : le père de la mariée Karla Čerepatky
- 1985 : Mravenci nesou smrt : le père Kučera
- 1986 : Chobotnice z II. patra, série télévisée : le conducteur en tee-shirt